# Styringomyia kempiana
Styringomyia kempiana är en tvåvingeart som beskrevs av Alexander 1942. Styringomyia kempiana ingår i släktet Styringomyia och familjen småharkrankar. Inga underarter finns listade i Catalogue of Life.